# High Violet
High Violet là album phòng thu thứ năm của The National, được phát hành vào 10, tháng 5 năm 2010 ở châu Âu và 11, tháng 5 năm 2010 tại Bắc Mỹ qua 4AD. Ban nhạc tự sản xuất album với sự giúp đỡ của Peter Katis người cũng làm việc với họ trong hai album trước là Alligator và Boxer tại phòng thu âm của họ ở Brooklyn, New York, và tại Katis' Tarquin Studios ở Bridgeport, Connecticut. Bìa album được sáng tạo bởi Mark Fox, và được gọi là The Binding Force.
Phiên bản mở rộng của High Violet phát hành ngày 22, tháng 11 năm 2010.

## Phát hành
Ngày 10, tháng 3 năm 2010, The National biểu diễn "Terrible Love" trên Late Night with Jimmy Fallon, hai tháng trước khi album phát hành.
Đĩa đơn "Bloodbuzz Ohio" được cho tải từ trang web của ban nhạc vào 24, tháng 10 năm 2010. Bài hát cũng được phát hành trên 7" vinyl (cùng với mặt B "Sin-Eaters") ngày 3, tháng 5 năm 2010.
Ngày 19, tháng 4 năm 2010, bản chất lượng thấp của album bị rò rỉ trên internet khiến ban nhạc thông báo album sẽ được streaming trên trang web của The New York Times' từ ngày 23 27 tháng 4, rồi trên trang web NPR tới ngày 11 tháng 5.
Ngày 13, tháng 5 năm 2010, ban nhạc chơi bài hát "Afraid of Everyone" trên Late Show with David Letterman. Sufjan Stevens hát phụ cho ban nhạc trong màng trình diễn này.
High Violet bán được 51,000 bản trong tuần đầu, đặt vị trí #3 trên Billboard 200. Là album đạt vị trí cao nhất của ban nhạc vào thời điểm đó (Boxer ra mắt ở #68).

## Tiếp nhận phê bình
| Đánh giá chuyên môn | Đánh giá chuyên môn |
| Điểm trung bình     | Điểm trung bình     |
| Nguồn               | Đánh giá            |
| ------------------- | ------------------- |
| Metacritic          | 85                  |
| Nguồn đánh giá      |                     |
| Nguồn               | Đánh giá            |
| Robert Christgau    | (A-)                |
| Allmusic            | [ 13 ]              |
| The A.V. Club       | (A)                 |
| Drowned in Sound    | (9/10)              |
| The Guardian        | [ 16 ]              |
| The Independent     | [ 17 ]              |
| musicOMH            | [ 18 ]              |
| Pitchfork Media     | (8.7/10)            |
| Q                   | [ 20 ]              |
| Rolling Stone       | [ 21 ]              |
| The Skinny          | [ 22 ]              |
| Slant               | [ 23 ]              |
| Spin                | (8/10)              |
| Sputnikmusic        | [ 25 ]              |
| The Telegraph       | [ 26 ]              |
| The Times           | [ 27 ]              |
| Uncut               | [ 28 ]              |

High Violet nhận được phản hồi cực kỳ tích cực của các nhà phê bình. Trên Metacritic, theo thang điểm 100, album nhận được điểm trung bình là 85, dựa trên 36 phê bình. Sputnikmusic cho album 5 sao, nói rằng "High Violet là một mẽ xi măng khác để đổ vào sự nghiệp không thể lay chuyển được của The National," cũng như gọi album là "tuyệt tác thứ ba của họ." Drowned in Sound cho album 9 trên 10 điểm, và BBC tung hô album là "đĩa nhạc hay nhất của những tay New York cho tới nay...có khả năng là album của năm." Pitchfork Media cho rằng High Violet là "âm thanh của album đưa ban nhạc lên thành một ban nhạc rock đầy ý nghĩa," và cho album 8.7 trên 10.
Album cũng nằm trong phiên bản chỉnh sửa năm 2011 của cuốn sách 1001 album ban phải nghe trước khi chết.

## Diễn biến trên bảng xếp hạng
Album ra mắt ở vị trí #3 trên Billboard 200 và hiện đã bán hơn 250,000 bản tại Mỹ và 600,000 bản trên toàn thế giới. Album cũng ra mắt tại Canada #2, Bồ Đào Nha #3, và Đức #10. High Violet được chứng nhận vàng ở Canada, Ireland, Đan Mạch, Bỉ, Úc và Anh.

## Danh sách bài hát
| Standard edition | Standard edition           | Standard edition                     | Standard edition |
| STT              | Nhan đề                    | Sáng tác                             | Thời lượng       |
| ---------------- | -------------------------- | ------------------------------------ | ---------------- |
| 1.               | "Terrible Love"            | Matt Berninger, Aaron Dessner        | 4:39             |
| 2.               | "Sorrow"                   | Berninger, A. Dessner                | 3:25             |
| 3.               | "Anyone's Ghost"           | Berninger, Bryce Dessner             | 2:54             |
| 4.               | "Little Faith"             | Berninger, Carin Besser, A. Dessner  | 4:36             |
| 5.               | "Afraid of Everyone"       | Berninger, A. Dessner                | 4:19             |
| 6.               | "Bloodbuzz Ohio"           | Berninger, A. Dessner, Padma Newsome | 4:36             |
| 7.               | "Lemonworld"               | Berninger, B. Dessner                | 3:23             |
| 8.               | "Runaway"                  | Berninger, A. Dessner                | 5:33             |
| 9.               | "Conversation 16"          | Berninger, Carin Besser, A. Dessner  | 4:18             |
| 10.              | "England"                  | Berninger, A. Dessner                | 5:40             |
| 11.              | "Vanderlyle Crybaby Geeks" | Berninger, Carin Besser, A. Dessner  | 4:12             |

| Japanese edition bonus tracks | Japanese edition bonus tracks | Japanese edition bonus tracks | Japanese edition bonus tracks |
| STT                           | Nhan đề                       | Sáng tác                      | Thời lượng                    |
| ----------------------------- | ----------------------------- | ----------------------------- | ----------------------------- |
| 12.                           | "Walk Off"                    | Berninger, A. Dessner         | 2:40                          |
| 13.                           | "Sin-Eaters"                  | Berninger, A. Dessner         | 3:40                          |

| Expanded edition bonus disc | Expanded edition bonus disc                          | Expanded edition bonus disc          | Expanded edition bonus disc |
| STT                         | Nhan đề                                              | Sáng tác                             | Thời lượng                  |
| --------------------------- | ---------------------------------------------------- | ------------------------------------ | --------------------------- |
| 1.                          | "Terrible Love" (Alternate Version)                  | Berninger, A. Dessner                | 4:18                        |
| 2.                          | "Wake Up Your Saints"                                | Berninger, A. Dessner                | 4:14                        |
| 3.                          | "You Were a Kindness"                                | Berninger, A. Dessner                | 4:25                        |
| 4.                          | "Walk Off"                                           | Berninger, A. Dessner                | 2:40                        |
| 5.                          | "Sin-Eaters"                                         | Berninger, A. Dessner                | 3:39                        |
| 6.                          | "Bloodbuzz Ohio" (Live on The Current)               | Berninger, A. Dessner, Padma Newsome | 3:53                        |
| 7.                          | "Anyone's Ghost" (Live at Brooklyn Academy of Music) | Berninger, B. Dessner                | 2:58                        |
| 8.                          | "England" (Live at Brooklyn Academy of Music)        | Berninger, A. Dessner                | 5:27                        |

## Đĩa đơn
- "Bloodbuzz Ohio" (3 tháng 3 năm 2010)
  - 4AD (AD 3X22), 7" vinyl và tải nhạc số

  1. "Bloodbuzz Ohio" – 4:36
  2. "Sin-Eaters" – 3:40
- "Anyone's Ghost" (28 tháng 6 năm 2010)
  - 4AD, tải nhạc số[34]

  1. "Anyone's Ghost" – 2:54
- "Terrible Love" (22 tháng 11 năm 2010)
  - 4AD (AD 3X50), violet-coloured 7" vinyl and digital download[4]

  1. "Terrible Love" (Alternate Version) – 4:18
  2. "You Were a Kindness" – 4:25

## Bảng xếp hạng và chứng nhận
| Bảng xếp hạng (2010)          | Vị trí cao nhất |
| ----------------------------- | --------------- |
| Australian ARIA Albums Chart  | 29              |
| Austrian Albums Chart         | 20              |
| Belgian Flanders Albums Chart | 3               |
| Belgian Wallonia Albums Chart | 32              |
| Canadian Albums Chart         | 2               |
| Danish Albums Chart           | 2               |
| Dutch Albums Chart            | 23              |
| Finnish Albums Chart          | 9               |
| German Albums Chart           | 10              |
| Greek Albums Chart            | 4               |
| Irish Albums Chart            | 3               |
| New Zealand Albums Chart      | 5               |
| Norwegian Albums Chart        | 12              |
| Spanish Albums Chart          | 78              |
| Swedish Albums Chart          | 5               |
| Swiss Albums Chart            | 14              |
| UK Albums Chart               | 5               |
| US Billboard 200              | 3               |

| Nước     | Chứng nhận |
| -------- | ---------- |
| Bỉ       | Vàng       |
| Đan Mạch | Vàng       |
| Anh      | Vàng       |

| Bảng xếp hạng (2011)            | Vị trí |
| ------------------------------- | ------ |
| Belgian Albums Chart (Flanders) | 35     |

## Lịch sử phát hành
| Nước     | Ngày                                                          | Hãng đĩa                            | Định dạng                                                  | Lô#                    |
| -------- | ------------------------------------------------------------- | ----------------------------------- | ---------------------------------------------------------- | ---------------------- |
| Toàn cầu | 10 tháng 5 năm 2010; ngày 11 tháng 5 năm 2010 (United States) | 4AD                                 | CD                                                         | CAD 3X03 CD            |
| Toàn cầu | 10 tháng 5 năm 2010; ngày 11 tháng 5 năm 2010 (United States) | 4AD                                 | Limited CD (with foil-stamped slipcase and special poster) | CAD 3X03 CDX           |
| Toàn cầu | 10 tháng 5 năm 2010; ngày 11 tháng 5 năm 2010 (United States) | 4AD                                 | 2LP (standard black vinyl)                                 | CAD 3X03               |
| Toàn cầu | 10 tháng 5 năm 2010; ngày 11 tháng 5 năm 2010 (United States) | 4AD                                 | Limited 2LP (violet-coloured heavyweight vinyl)            | CAD 3X03X              |
| Nhật Bản | 26 tháng 5 năm 2010                                           | Beggars Japan/Hostess Entertainment | CD (two bonus tracks)                                      | CAD 3X03 CDJ/BGJ-10082 |
| Toàn cầu | 22 tháng 11 năm 2010                                          | 4AD                                 | 2CD expanded edition                                       | CAD 3X49 CD            |

## Thành phần tham gia
The Natinal
- Matt Berninger - hát chính
- Aaron Dessner - guitars, piano, bàn phím, bass, hát
- Bryce Dessner - guitars, bàn phím
- Bryan Devendorf - drum kit, bộ gõ, hát
- Scott Devendorf - bass, guitar, hát
- Produced by The National.

Nghệ sĩ đóng góp khác
- Tim Albright – trombone
- Hideaki Aomori – clarinet, bass clarinet
- Michael Atkinson – kèn cor Pháp
- Thomas Bartlett – piano, bàn phím
- Mads Christian Brauer – electronics and filtering
- CJ Camereri – trumpet, cornet
- Greg Chudzik – double bass
- Rachael Elliott – bassoon
- Alex Hamlin – baritone saxophone
- Marla Hansen – hát
- Maria Jeffers – cello
- Bridget Kibbey – harp
- Thom Kozumplik – bộ gõ
- Benjamin Lanz – trombone
- Rob Moose – violin
- Nico Muhly – celeste
- Dave Nelson – trombone
- Padma Newsome – violin, viola
- Richard Reed Parry – double bass, guitar điện, piano, hát
- Kyle Resnick – trumpet
- Nadia Sirota – viola
- Alex Sopp – flute, bass flute
- Laurel Sprengelmeyer – hát
- Sufjan Stevens – harmonium, hát
- Jeremy Thai – kèn cor Pháp
- Justin Vernon – hát